# ゼロイチ!
ゼロイチ!は、日本テレビ系列にて放送された特別番組（ドキュメンタリー教養バラエティ番組）である。
芸能人が、「ゼロ」から作る大変さと喜びを見せる番組。

## 司会者
- 水卜麻美（日本テレビアナウンサー）
- 博多大吉（博多華丸・大吉）
- 升野英知
- 高畑淳子

## 放送内容

### 第1回
- ゼロからふなっしー
- ゼロから口紅
- ゼロからジャグジー
- ゼロから温水洗浄便座
- ゼロからポマード
- ゼロからフランス語
- ゼロから望遠鏡

### 第2回
- ゼロからねば〜る君
- 明日できるゼロイチ検証!
- 一人暮らしの贅沢ゼロイチ
- ゼロからジェットコースター
- ゼロから天体望遠鏡
- ゼロからオープンカー

## ゼロから作った人
- 厚切りジェイソン
- 阿久津愼太郎
- 島崎和歌子
- バイきんぐ
- バンビーノ
- 近江陽一郎
- 高橋茂雄
- 出川哲朗
- 小沢一敬
- 春日俊彰
- 草野仁

## 主なスタッフ
第2回時点
- 企画・演出：上利竜太
- ナレーター：立木文彦、杉本るみ
- 構成：石原健次、成瀬正人
- 美術：大川明子
- デザイン：熊崎真知子
- 大道具：長谷部健治
- 小道具：伊沢英樹
- リサーチ：野村直子、小美濃高明
- TM：江村多加司
- SW：米田博之
- CAM：日向野崇
- MIX：山田値久
- VE：久野崇文
- 照明：小川勉
- 音効：高取謙
- 編集・MA：ヌーベルアージュ
- TK：春日千佳子
- デスク：津下佳子
- 美術協力：日本テレビアート
- 技術協力：NiTRo、ヌーベルバーグ、テイクランド、EAT
- AD：河野稔之、今野瑞樹、樋上雄大、野本悟史、本嶋桂子、木村勇貴、小林華絵、利田知規
- AP：金銀善、髙橋保乃
- ディレクター：水野格、渡辺邦宏、宮本将孝、塚田直之、小嶋智仁、櫛田健太郎、田中真之、山嶋将義
- チーフディレクター：相田貴史
- プロデューサー：岩下英恵、羽村直子、米川昭吾
- チーフプロデューサー：田中宏史
- 制作協力：SINGARI、創輝
- 製作著作：日本テレビ

## 放送時間
第1回
- 2014年5月11日（日曜）13:15 - 14:15（JST）
  - 『サンバリュ』枠で放送。

第2回
- 2015年5月8日（金曜）19:00 - 20:54（JST）
  - 初のゴールデンタイムでの放送。
  - 一部地域では19:56飛び乗り[1]。
  - 札幌テレビ放送はオリックス対日本ハム戦中継のため、翌9日（土曜）13:30 - 15:25（JST）に遅れネット[2]

## その他
同じく日本テレビで2021年4月3日から放送されている同名のゼロイチとは無関係。ただし、スタジオは水卜が2017年10月から2021年3月まで担当していたスッキリと共用している。